# Louvigny (Sarthe)
Louvigny é uma comuna francesa na região administrativa do País do Loire, no departamento de Sarthe. Estende-se por uma área de 8.7 km². Em 2010 a comuna tinha 182 habitantes (densidade: 20,9 hab./km²).